# Selenocosmia valida
Selenocosmia valida là một loài nhện trong họ Theraphosidae.
Loài này thuộc chi Selenocosmia. Selenocosmia valida được Tord Tamerlan Teodor Thorell miêu tả năm 1881.